# Plectreurys janzeni
Espèce
Plectreurys janzeni est une espèce d'araignées aranéomorphes de la famille des Plectreuridae.

## Distribution
Cette espèce se rencontre au Guatemala, au Nicaragua et au Costa Rica,.

## Description
Les mâles mesurent de 9,15 à 11,50 mm et les femelles de 8,50 à 12,70 mm.

## Étymologie
Cette espèce est nommée en l'honneur de Daniel Janzen.

## Publication originale
- Alayón & Víquez, 2011 : Nueva especie de Plectreurys (Araneae: Plectreuridae) de América Central. Boletín de la Sociedad Entomológica Aragonesa, vol. 48, p. 227-232 (texte intégral).